# Wólka Radzymińska (wieś)
Wólka Radzymińska – wieś sołecka w Polsce położona w województwie mazowieckim, w powiecie legionowskim, w gminie Nieporęt.
W latach 1975–1998 miejscowość administracyjnie należała do województwa warszawskiego.
Według stanu na dzień 29 października 2008 roku sołectwo posiadało 483 ha powierzchni i 730 mieszkańców.

## Zamostki Wólczyńskie
Nieoficjalną częścią wsi jest przysiółek Zamostki Wólczyńskie o współrzędnych 52°24′11″N 21°05′47″E/52,403056 21,096389.